# Argyrolobium uniflorum
Argyrolobium uniflorum là một loài thực vật có hoa trong họ Đậu. Loài này được (Decne.) Jaub. & Spach miêu tả khoa học đầu tiên.